# Orel Odinov Protopopescu
Orel Odinov Protopopescu (* in Hempstead/New York) ist eine US-amerikanische Kinderbuchautorin und Lyrikerin.

## Leben
Protopopescu wuchs in Hempstead als jüngste von drei Töchtern einer Grundschullehrerin und eines aus Russland stammenden Rechtsanwalts auf. Als Kinderbuchautorin wurde Protopopescu mit den Bilderbüchern Since Lulu Learned the Cancan (illustriert von Sandra Forrest) und The Perilous Pit (illustriert von Jacqueline Chwast) bekannt. Beide sind inzwischen als Apps für das iPad und als Videospiele verfügbar. 2013 erschien ihr bilinguales interaktives Lyrik-App für Kinder A Word’s A Bird, Spring Flies By in Rhymes. Ein weiteres Bilderbuch von ihr ist Thelonius Mouse (2011, mit Illustrationen von Anne Wilsdorf), für das sie 2012 den Crystal Kite Award erhielt.
Ebenfalls an Kinder richten sich das mit Siyu Liu verfasste Buch A Thousand Peaks, Poems from China, das 2003 in die Liste der Books for the Teen Age der New York Public Library aufgenommen wurde, und Two Sticks, das 2008 auf die Liste der besten Kinderbücher des Jahres des Bank Street College of Education kam. An Lehrer richtet sich Metaphors & Similes You Can Eat and Twelve More Poetry Writing Lessons. Ihre Gedichte für Erwachsene erschienen in verschiedenen Literaturzeitschriften und wurden u. a. von Louis Simpson positiv besprochen. Mit dem Gedicht Listening to My Favorite Things from the Best of John Coltrane gewann sie 2010 einen Wettbewerb mit L. S. Asekoff als Juror. 2011 erschien ihr Chapbook What Remains.